# Hrabia Luksemburg
Hrabia Luksemburg (niem. Der Graf von Luxemburg) – operetka Ferenca Lehára w trzech aktach z 1909 roku. Prapremiera miała miejsce w Wiedniu w Theater an der Wien 12 listopada 1909 roku. Libretto zostało napisane przez Alfreda Willnera, Roberta Bodanzky’ego i Leo Steina.

## Historia utworu

### Libretto
Pierwszą wersję libretta dr Alfred Maria Willner napisał jeszcze w 1897 roku dając mu tytuł Bogini rozsądku (Göttin der Vernunft). Akcja rozgrywała się w czasie rewolucji francuskiej. Rewolucyjny lud zaprowadził kult „bogini rozsądku”, a jej wyobrażeniem stała się pieśniarka Ernestyna, którą rewolucjoniści w, „dekolcie do ziemi”, wiodą do katedry Notre Dame, by tam oddawać jej cześć. Omyłkowo wzięta za Ernestynę hrabina Nevers, aby wymknąć się z rąk tłum wychodzi za mąż za kapitana Roberta, który chcąc jej pomóc proponuje fikcyjny ślub. Okoliczności stale łączą ich jednak ze sobą i pomiędzy fikcyjnymi małżonkami dochodzi do prawdziwego uczucia. Do napisania muzyki do swego tekstu Willner nakłonił Johanna Straussa. Bogini rozsądku wystawiona w marcu 1897 roku nie odniosła sukcesu, po 40 spektaklach zeszła ze sceny i szybko o niej zapomniano.
W dziesięć lat później do spadkobierców Straussa zwrócił się ktoś z propozycją napisania nowego libretta do muzyki Bogini rozsądku. Spadkobiercy Straussa zwrócili się więc do Willnera o zgodę na odłączenie muzyki od tekstu, na co ten za niewielką odpłatnością przystał. Zostawszy z samym tylko tekstem w ręce Willner, który nigdy nie pogodził się z porażką tego utworu, postanowił wykorzystać go jeszcze raz. Nakłonił Bodanzky’ego, z którym wspólnie pisał wówczas Cygańską miłość dla Lehaára, aby przy okazji przerobić również ten tekst. Zmiany okazały się tak znaczne, że w rezultacie krytycy doszukiwali się później podobieństwa operetki raczej do Wesołej wdówki niż do zapomnianej Bogini rozsądku.

### Muzyka
Latem 1908 roku Lehár wyjechał do Bad Ischl i rozpoczął pracę nad dwoma operetkami: Dzieckiem księcia Victora Léona dla Johann-Strauss-Theater i Cygańską miłością Willnera i Bodanzky’ego dla Carl-Theater. W trakcie pracy w Bad Ischl odwiedził go dyrektor Theater an der Wien Karczag, przypominając mu o jego zobowiązaniach wynikających z kontraktu z Teatrem nad Wiednią. Aby kompozytor nie wymawiał się brakiem tekstu dyrektor przywiózł ze sobą libretto Hrabiego Luksemburg. Karczag wiedział, że Lehár ma już na warsztacie dwie operetki, uważał jednak, że libretto przez niego przywiezione jest błahostką, z którą Lehár upora się w dwa, trzy tygodnie. Lehár nie mógł się wymówić, bo terminy premier pozostałych utworów były odległe, a najprawdopodobniej również nie chciał odmawiać. Lubił pracować nad kilkoma partyturami jednocześnie. Kiedy stawał przed problemem, z którym nie umiał sobie poradzić, mógł przerzucić się do drugiej partytury, a potem spokojnie ze świeżym spojrzeniem powrócić do pierwszej. Mimo to nie kwapił się do pracy nad trzecim librettem. Ostatecznie, straszony konsekwencjami przez Karczaga, latem 1909 roku, po ukończeniu pracy nad Dzieckiem księcia i Miłością cygańską, zabrał się za Hrabiego Luksemburg. W sierpniu przekazał gotową partyturę Steiningerowi. Praca nad nią zajęła mu od trzech do ośmiu tygodni, ale nie był z niej zadowolony. Przekazując rękopis powiedział: Macie wreszcie tę szmirę, ale kiedy będzie klapa, to pamiętajcie, że sami jej chcieliście.

## Osoby
| Rola                    | Głos        | Aktor z premiery 12 listopada 1909 |
| ----------------------- | ----------- | ---------------------------------- |
| René, hrabia Luksemburg | tenor       | Otto Storm                         |
| Książę Wasyl            | tenor       | Max Pallenberg                     |
| Angèle Didier           | sopran      | Annie von Ligety                   |
| Juliette Vermont        | sopran      | Louise Kartousch                   |
| Hrabina Stasia Kokozow  | mezzosopran |                                    |
| Armand Brissard         | tenor       | Bernhard Bötel                     |
| Siergiej Mienszikow     | tenor       |                                    |
| Paweł Pawłowicz         | tenor       |                                    |
| Pélégrin                | baryton     |                                    |

## Treść

### Akt I
René, hrabia Luksemburg, jest postacią popularną w paryskich lokalach, młody szaławiła, którego ojciec roztrwonił połowę majątku, sam przepuścił drugą połowę, nie bolejąc nad tym szczególnie (Mein Anherr war der Luxemburg). W karnawałowy wieczór odwiedza swego przyjaciela, malarza Armanda Brissarda. Brissard, wraz ze swą narzeczoną Julią, marzy o szczęśliwszej przyszłości, która pozwoli im się pobrać (duet: Wir bummeln durch Leben). W pracowni malarskiej zjawia się rosyjska delegacja – trzech mężczyzn – którzy składają Hrabiemu niecodzienną propozycję: ma poślubić nieznaną sobie kobietę, za co otrzyma pół miliona franków. Pieniądze chce wyasygnować książę Wasyli Wasylewicz, zakochany bez pamięci w śpiewaczce Angeli Didier. Ponieważ osoba postawiona tak wysoko jak on, nie może poślubić zwykłej mieszczki, książę planuje wydać ukochaną za Hrabiego Luksemburg, po trzech miesiącach rozwieść i ożenić się z nią już jako hrabiną. Kontrakt ślubny został obwarowany kilkoma warunkami dodatkowymi: Hrabia nigdy nie zobaczy swej żony, ani nie dowie się kim ona jest; w okresie małżeństwa nie będzie używał swojego nazwiska, ani zbliżał się do swej małżonki. Księciu zależy na dyskrecji również dlatego, aby o jego planach nie dowiedziała się hrabina Kokozow, której nieopatrznie przyrzekł kiedyś małżeństwo.
Hrabia godzi się na kontrakt. Książę nie czekając organizuje więc, na miejscu, ślubną uroczystość. Przelotnych oblubieńców rozdziela parawan (Heht’noch werd’ich Ehefrau) Hrabia widzi tylko delikatną rękę żony i czuje zapach perfum. Małżeństwo zostaje zawarte i „w prawo ty, w lewo ja, każdy swoją drogę zna...”. Niemniej tajemniczość ślubu i wymieniony uścisk dłoni wywierają na obojgu wrażenie, tak że starają się odsunąć moment rozstania (duet: Sie geht links – Bist du’s lachendes Glück).

### Akt II
Trzy miesiące później Angela wydaje pożegnalne przyjęcie w pałacyku pod Paryżem. Śpiewaczka postanowiła porzucić swój zawód i tego wieczora śpiewała po raz ostatni (Hoch evoë, Angèle Didier). Trzeba było trafu, że hrabia Luksemburg, po powrocie z trzymiesięcznej podróży, do której zobowiązywał go kontrakt, poszedł na jej ostatnie przedstawienie i uległ urokowi artystki. Pod nazwiskiem hrabiego Reval udał się więc w towarzystwie wiernego Armanda do rezydencji Angeli. René oczarowany Angelą wyznaje jej swą miłość, ona jednak świadoma jutrzejszego ślubu z księciem stanowczo się opiera (Lieber Freund). Spotkanie nieznających się małżonków wywołało jednak sercowy wstrząs. Tymczasem Armand, który odnajduje u boku Angeli Julię, dochodzi z nią do porozumienia (walc: Mädel klein).
Książę Wasyli Wasylewicz dostrzegłszy hrabiego stara się go jak najśpieszniej wyprawić. Ten wychodząc dostrzega w hallu rękawiczkę Angeli. Przypomina sobie drobną rączkę żony i zapach jej perfum (Der Handschuh! – Es duftet nach trèfle incarnat), wraca więc do salonu. Tymczasem książę pewny, że pozbył się hrabiego uroczyście ogłasza swoje zaręczyny z Angelą. Oboje dowcipnie komentują fakt jej niezwykłego ślubu, a Angela z pogardą wypowiada się o człowieku, który sprzedał swoje nazwisko. Słysząc to René ujawnia swą tożsamość, Angela pada mu w ramiona. Książę protestuje powołując się na dane mu słowo. René obiecuje go dotrzymać i zwrócić księciu narzeczoną, dziś jednak ma jeszcze prawo zapewnić jej opiekę. Oboje wychodzą.

### Akt III
W hallu Grand Hotelu siedzi księżna Kokozow wyczerpana całodzienną podróżą z Nicei do Paryża. Do hallu wchodzą też Julia i Armand aby wynająć pokój, lecz chwilę później wybiegają by znaleźć jakiś otwarty nocą urząd stanu cywilnego, w którym mogliby zawrzeć ślub. Nadchodzą Angela i René. Na hrabiego czeka depesza: sekwestrator zwrócił mu cały majątek. Hrabiego jednak bardziej niż majątek interesuje w tej chwili, by książę zwrócił mu dane słowo. Do rozmowy przyłącza się księżna Kokozow, która wyjaśnia obecnym, że zjawiła się w Paryżu, by doprowadzić do skutku swe małżeństwo z księciem Wasylim, który obiecał przed dwudziestu laty na piśmie poślubić ją. W tej samej chwili wpada do hotelu książę i z przerażeniem spostrzega księżnę Kokozow. W obawie przed skandalem zwraca hrabiemu słowo. Ten obiecuje w zamian spłacić zarobione na ślubie z Angelą pół miliona.

### Losy sceniczne
Utwór miał premierę 12 listopada 1909 roku w Theater an der Wien w Wiedniu. Ponieważ Mizzi Günther, ulubiona wykonawczyni Lehàra, śpiewała w Dziecku księcia, kompozytor sprowadził z Reichenbergu w Czechach młodziutką Annie von Ligety, którą poznał dyrygując tam jedną ze swych operetek. Pierwszy akt został przyjęty znakomicie: niemal każdą arię i każdy duet powtarzano, niektóre nawet dwukrotnie. Gorąco oklaskiwano także debiutującą Annie von Ligety. W drugim akcie obok Annie, gorące brawa zebrał także Max Pallenberg, który rolą księcia Bazylego wyrósł na wielką gwiazdę spektaklu. Pallenberg naszkicował ostry, satyryczny portret księcia, nie pozbawiony jednak zrozumienia i sympatii. Sukces przedstawienia był bezdyskusyjny: kurtyna szła 46 razy w górę. Nikt nie spieszył się do szatni. Wesoła wdówka nie miała tak entuzjastycznego przyjęcia. Tym razem Lehàr utrafił w oczekiwania publiczności.
Krytyka była podzielona. Dziennikarz Neue Freie Presse pisał trzy dni po premierze: Kompozytor zadowolił się korzystaniem z procentów od dawnych swych pomysłów. Zwłaszcza walce o melodiach wędrujących parę tonów w dół i parę w górę są bywalcom teatrów operetkowych znane już na pamięć. Kiedyś brzmiały nowocześnie i świeżo, dziś sprawiają przykre wrażenie mechanicznie powielanej kopii. W orkiestrze stale łkają przesłodzone skrzypce, tokujące flety, harfa, dzwoneczki; wszystkie nęcąco-podniecające środki wyrazu erotycznej operetki, a nawet opery werystycznej zostały tu użyte. Innego zdania była Deutsche Volksblatt: Lehàr dokonał tutaj nadzwyczajnej pracy. Jeśli chodzi o jej muzyczną stronę, to śmiało można uznać tę operetkę za operę komiczną; orkiestra brzmi tak śpiewnie, że chciałoby się wtórować jej śpiewem – Lehàr obdarza nas bogactwem przeuroczych melodii ubranych w nad wyraz subtelną szatę dźwiękową, przypominającą czasem Pucciniego. Część krytyków stawiało Hrabiego wyżej od Wesołej wdówki, inni uznawali go za utwór banalny i wtórny.
Utwór utrzymał się nieprzerwanie na afiszu przez 300 wieczorów. W 1910 roku został wystawiony w Berlinie i Warszawie, w 1911 roku w Theâtre de Veaudeville w Paryżu, w 1912 roku w londyńskim Daly’s Theatre i w tym samym roku w Nowym Jorku w Amsterdam Theatre. Na premierze londyńskiej obecny był król Jerzy V wraz z małżonką. Po przedstawieniu Lehàr został zaproszony do loży królewskiej, gdzie wysłuchał od brytyjskiego władcy niezwykle sympatycznych komplementów. Utwór był grany w Londynie przez 13 miesięcy (od 12 maja 1911 roku do 1 czerwca 1912). Operetka przeszła liczne przeróbki i adaptacje, jej ostateczna wersja pochodzi z berlińskiego wznowienia w 1937 roku.

## Komentarz
Hrabia Luksemburg był drugim po Wesołej wdówce wielkim sukcesem Lehàra. Przez kilkadziesiąt lat stanowił żelazny punkt programu teatrów muzycznych. Przesycone erotyką i beztroską, pogodną atmosferą Paryża początku XX wieku libretto Lehàr ozdobił muzyką głównie w rytmie na 3/4. Choć muzyka finezją nie dorównuje Wesołej wdówce zawiera liczne przeboje: arię wejściową hrabiego (ze swymi liri-liri-lari), duet zaślubin z dwoma walcami Si geht links a szczególnie Bist du’s, imponujące wejście Angeli w II akcie (Hoch evoë – Soll ich?), duet w rytmie polki księcia Wasyla z Julią, bardzo ładne solo hrabiego (aria o trèfle incarnat) z instrumentacją przypominającą Srebrną różę R. Straussa oraz walc drugiej pary kochanków Armanda i Julii – Mädel klein. Sześć lat później Leo Stein wykorzystał ponownie pomysł nobilitującego małżeństwa w Księżniczce czardasza napisanej dla I. Kálmána. Parawan bezpieczeństwa pochodzi z Mam’zelle Nitouche Hervégo (1883).